# Mansio

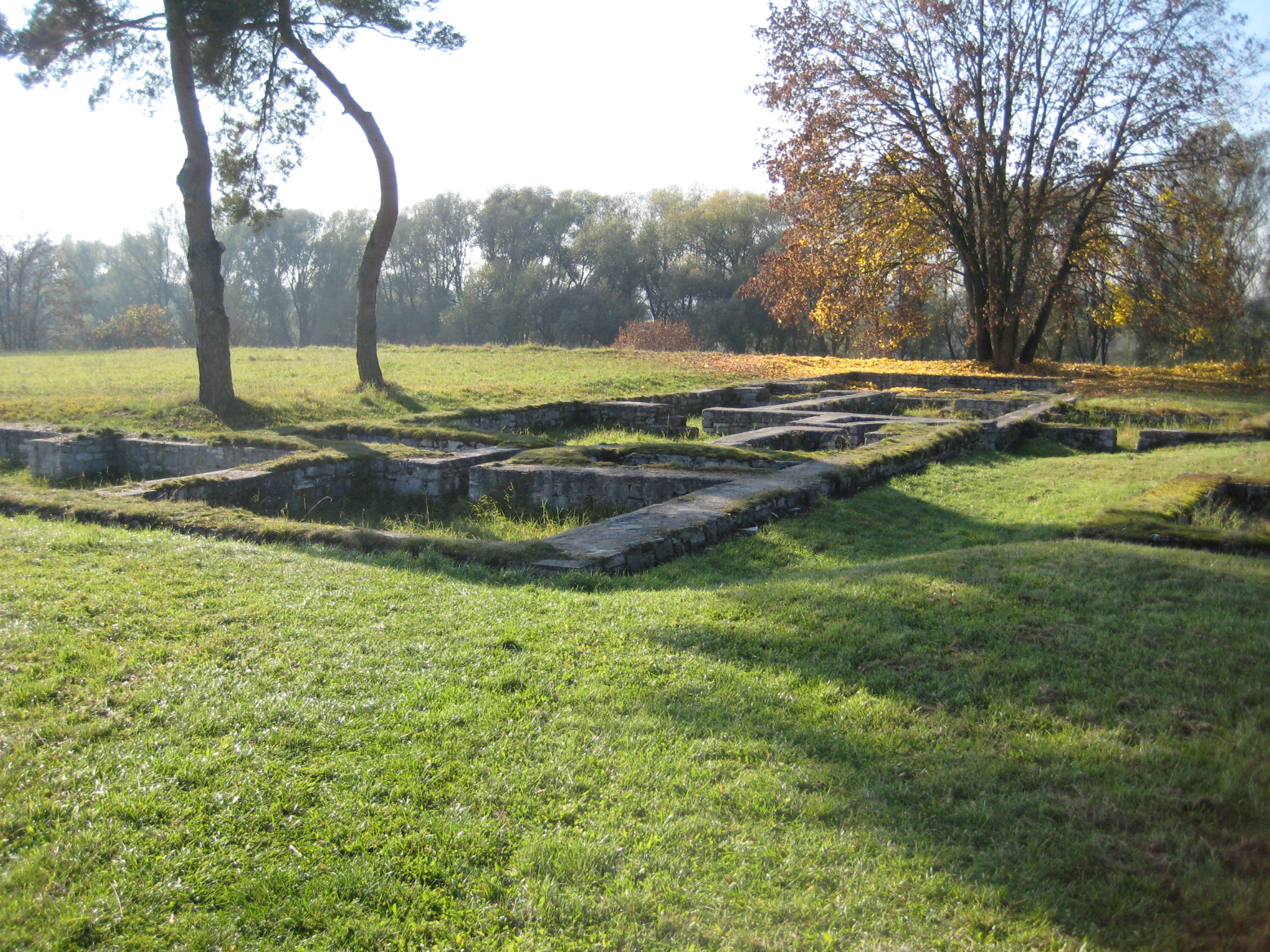
Gewelven van een Romeinse mansio bij Eining, Duitsland

Een mansio was een pleisterplaats in de Romeinse tijd (van latijn 'manere' verblijven), in de regel gelegen nabij een stad of belangrijke weg. De mansio werd beheerd door de overheid en was veel belangrijker dan een simpele herberg. De mansio verschafte weliswaar voedsel, een rustplaats en verse paarden, maar er werd ook belasting geheven en recht gesproken. Gasten werden geacht zich te kunnen legitimeren. Aan de belangrijke Heerwegen lagen de mansio's in de regel 25 tot 30 km uit elkaar, 'een dag gaans'.
De Itinerarium Burdigalense, een soort reisgids uit 333, noemt de mansiones vanaf Bordeaux tot Jerusalem met de tussenliggende  mutationes, en andere belangrijke plaatsen zoals civitates, vici en castella. 
Rond een mansio ontstond meestal een hele infrastructuur van landbouw, veeteelt, een smederij etc. Hieruit ontstonden in de middeleeuwen heerlijkheden. In Engeland vinden we dit nog terug in de mansions. In Frankrijk zijn veel plaatsnamen waar mée of mez in voorkomt die verwijzen naar hun ontstaan rond een mansio.